# Denise Likane
Denise Marie Yolande Likane Tanoh est une animatrice de radio et télévision en Côte d'Ivoire.
De la même génération que les animateurs Didier Bléou, Mariam Coulibaly, Lance Ouattara... elle fait ses études à l'ISTC. C'est à la suite d'un casting à la radio déroulé avec Pol Dokui qu'elle a été retenue, dans les années 2000. Elle arrive avec l'émission Fréquence Promo, Denise Likane est vite prise pour la fille de Gnaly Léontine (l'initiatrice des émissions des tout  petits dans les années 1980). Très discrète et timide, elle passe presque inaperçue. Cela est, selon ses propres termes, « une façon de ne pas avoir affaire à quelqu'un ». Pourtant, l'aventure de la communication pour elle va débuter avec Barthélemy Inabo, lorsque celui-ci l'accepte d'abord comme assistance à son émission Contacts sur Fréquence 2 (qui s'appelle aujourd'hui On n'est jamais seul). Puis, elle fera plus tard des apparitions télé lors des manches éliminatoires de Variétoscope édition de 2002. 
Elle présente depuis 2003 une émission pour enfants : Petit à Petit au village, et les RDV de la 1ère. Elle est mère de quatre enfants dont la célèbre rappeuse ivoirienne Andy'S.